# Puerto Rico
Puerto Rico (IPA: [ˌpwertoˈrːiko]) a Nagy-Antillák szigetvilágának legkeletebbre fekvő tagján található szigetország, az Amerikai Egyesült Államok társult állama.

## Földrajza

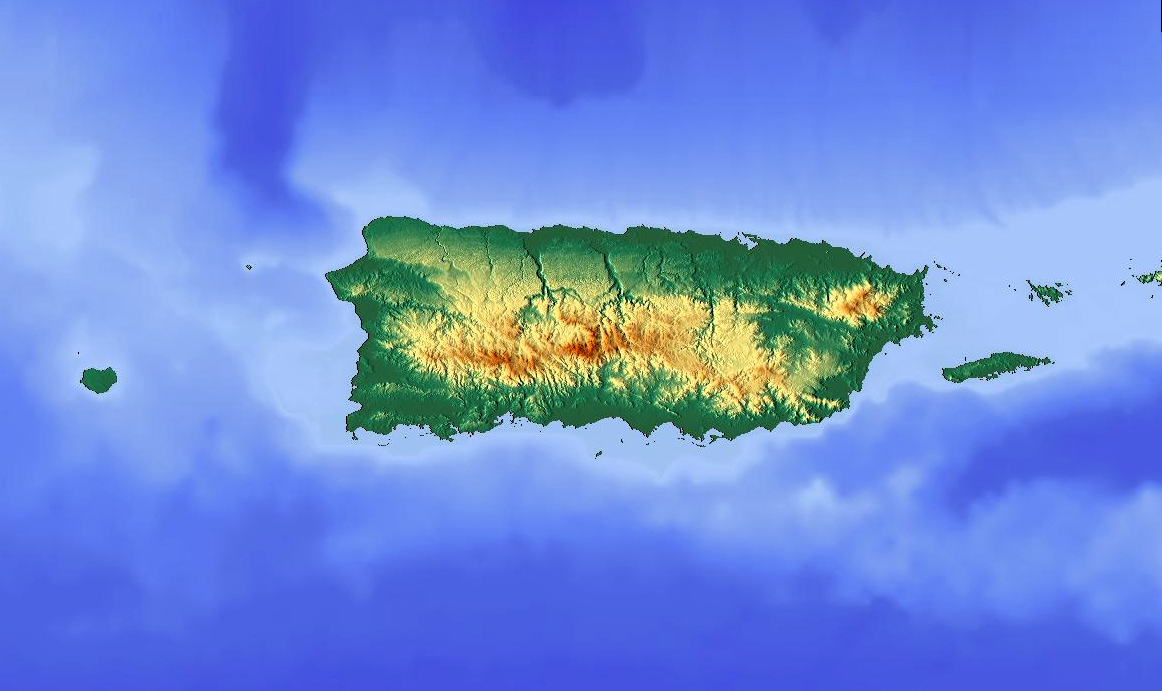
Puerto Rico domborzati térképe

A sziget fő tengelyét egy hegység alkotja, melynek magassága 900-1300 méter. Legmagasabb pontja a Punta (1338 m). A hegységtől északra sík vidék, dél felé pedig dombvidék foglal helyet.
A mezőgazdaság terjedése miatt a természetes erdőtakaróját szinte teljesen kiirtották, de a Luquillo-hegység fáit az ÉK-i részen nemzeti parkban védik. 
A fő sziget Puerto Rico, amelyhez tartozik még a szomszédos két fontosabb sziget, Vieques és Culebra, amelyek a Virgin-szigetekhez tartoznak, továbbá kisebb szigetek is, például a Mona-szigetek.

### Állatvilága
Bővebben: Puerto Rico állatvilága

## Története
A sziget körülbelül i. e. 2. évezred tájától lakott és valószínűleg 1000 körül az Orinoco vidékéről érkeztek azoknak az indiánoknak az ősei, akik Kolumbusz Kristófot fogadták. Az 1000 táján kialakult taino régészeti kultúra fennmaradt az európaiak érkeztéig.

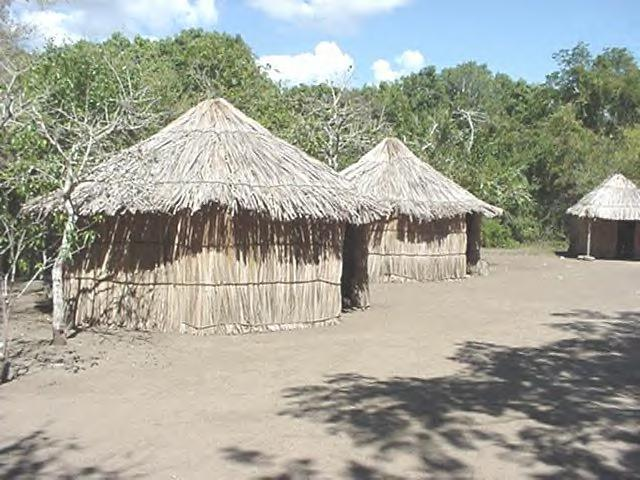
A taino indián törzs kunyhói

Kolumbusz második útja alkalmával 1493. november 19-én kötött ki a szigeten, s az általa San Juan Bautista névre keresztelt sziget ekkor Spanyolország fennhatósága alá került. A sziget gyarmatosítása Juan Ponce de León partra szállásával kezdődött meg, aki 1508 és 1519 között a sziget első kormányzója volt, s 1508-ban megalapította Caparra városát, mely később a sziget fővárosa lett San Juan néven. A tainók pár évtized alatt annyira megtizedelődtek, hogy néger rabszolgákat hoztak helyettük. A 17. század végén és a 18. század elején a gyarmatosítás súlypontja áttevődött a valamivel prosperálóbb szárazföldi területekre, az elszegényedett telepesek elhagyták a szigetet. A napóleoni háborúk idején a sziget átmenetileg megkapta a spanyol tengerentúli tartomány rangját és képviselőt küldhetett a Cortesbe.
1897-ig bezáróan több felkelés is zajlott a szigeten, hogy elérjék Puerto Rico függetlenségét Spanyolországtól, ám legtöbbjüket leverték.
1898-ban Spanyolország a spanyol–amerikai háború veszteseként kénytelen volt megválni a szigettől. Azóta az Amerikai Egyesült Államok birtoka. A szigetlakók 1917-ben, az első világháború közepén kapták meg az amerikai állampolgárságot. Azóta is részt vesznek az amerikaiak minden katonai akciójában. 1952-ben helyi alkotmányt kapott a sziget. Az alkotmány szerint Puerto Rico önálló állam, amely önként társult az Amerikai Egyesült Államokhoz.
A sziget politikai életében jelentős súllyal vannak jelen azok az erők, akik az USA tagállamává szeretnék alakítani a szigetet. A politikai státusról tartott eddigi ismétlődő népszavazások eredményei azt mutatták, hogy lakóinak nagy része nem akar változtatást.
2012-ben is tartottak egy népszavazást, amikor is a szavazók 61 százaléka döntött a teljes jogú tagállammá válás igénye mellett. Az amerikai kongresszus azonban nem foglalkozott a sziget referendumának eredményével. 
2017 júniusában újabb népszavazást tartottak arról, hogy az USA tagállamává váljon-e. Alacsony részvétel mellett a többség igennel voksolt. 
2022 májusában a Puerto Rico területi státuszának és az Egyesült Államokhoz fűződő viszonyának megoldásáról versengő törvényjavaslatokat támogató kongresszusi képviselők összefogtak, hogy új jogszabályt vezessenek be, amely mindkettőt egyesíti. A javasolt jogszabály egyesíti azon állampárti törvényjavaslat elemeit, amelyet Darren Soto (D-Fla.) és Jenniffer Gonzalez, Puerto Rico szavazati joggal nem rendelkező kongresszusi tagja és republikánus terjesztett elő, valamint a képviselők Puerto Ricó-i önrendelkezési törvényét. Alexandria Ocasio-Cortez és Nydia Velázquez, mindketten New York-i demokraták. A jogszabálytervezet szerint 2023. november 5-én népszavazást kell tartani Puerto Rico politikai státuszának eldöntésére.

## Államszervezet, közigazgatás

### Alkotmány, államforma
Puerto Rico államformája elnöki köztársaság, státusza társult állam. Mint az Amerikai Egyesült Államok társult állama, viszonylagos függetlenséggel rendelkezik, de nem választ saját elnököt, hanem az Egyesült Államok többi államához hasonlóan, itt is kormányzót választanak. Az elnöki köztársaság vezetője tehát a kormányzó, illetve közvetetten az Amerikai Egyesült Államok elnöke, jelenleg Donald Trump.

### Végrehajtás, törvényhozás, igazságszolgáltatás
A végrehajtó hatalom a kormányzó, illetve kormánya kezében van.

### Közigazgatási beosztás

Puerto Rico települései

| - Adjuntas - Aguada - Aguadilla - Aguas Buenas - Aibonito - Añasco - Arecibo - Arroyo - Barceloneta - Barranquitas - Bayamon - Cabo Rojo - Caguas - Camuy - Canovanas - Carolina | - Cataño - Cayey - Ceiba - Ciales - Cidra - Coamo - Comerio - Corozal - Culebra - Dorado - Fajardo - Florida - Guánica - Guayama - Guayanilla - Guaynabo | - Gurabo - Hatillo - Hormigueros - Humacao - Isabela - Jayuya - Juana Diaz - Juncos - Lajas - Lares - Las Marias - Las Piedras - Loiza - Luquillo - Manati - Maricao | - Maunabo - Mayagüez - Moca - Morovis - Nagüabo - Naranjito - Orocovis - Patillas - Peñuelas - Ponce - Quebradillas - Rincon - Rio Grande - Sabana Grande - Salinas - San Germán | - San Juan - San Lorenzo - San Sebastian - Santa Isabel - Toa Alta - Toa Baja - Trujillo Alto - Utuado - Vega Alta - Vega Baja - Vieques - Villalba - Yabucoa - Yauco |

## Népesség
Lakossága 3,2 millió fő volt 2020-ban. A Puerto Ricó-iak amerikai állampolgárok és sokan vándoroltak ki az USA-ba. Ma is a fiatalok jelentős része az USA-ban keres munkát. 
| Puerto Rico népességének változása |                      |
| Év                                 | Népesség (millióban) |
| 1970                               | 2,7 M                |
| 1980                               | 3,2 M                |
| 1990                               | 3,5 M                |
| 2000                               | 3,8 M                |
| 2010                               | 3,7 M                |
| 2017                               | 3,6 M                |
| 2020                               | 3,2 M                |

### Nagyobb városai

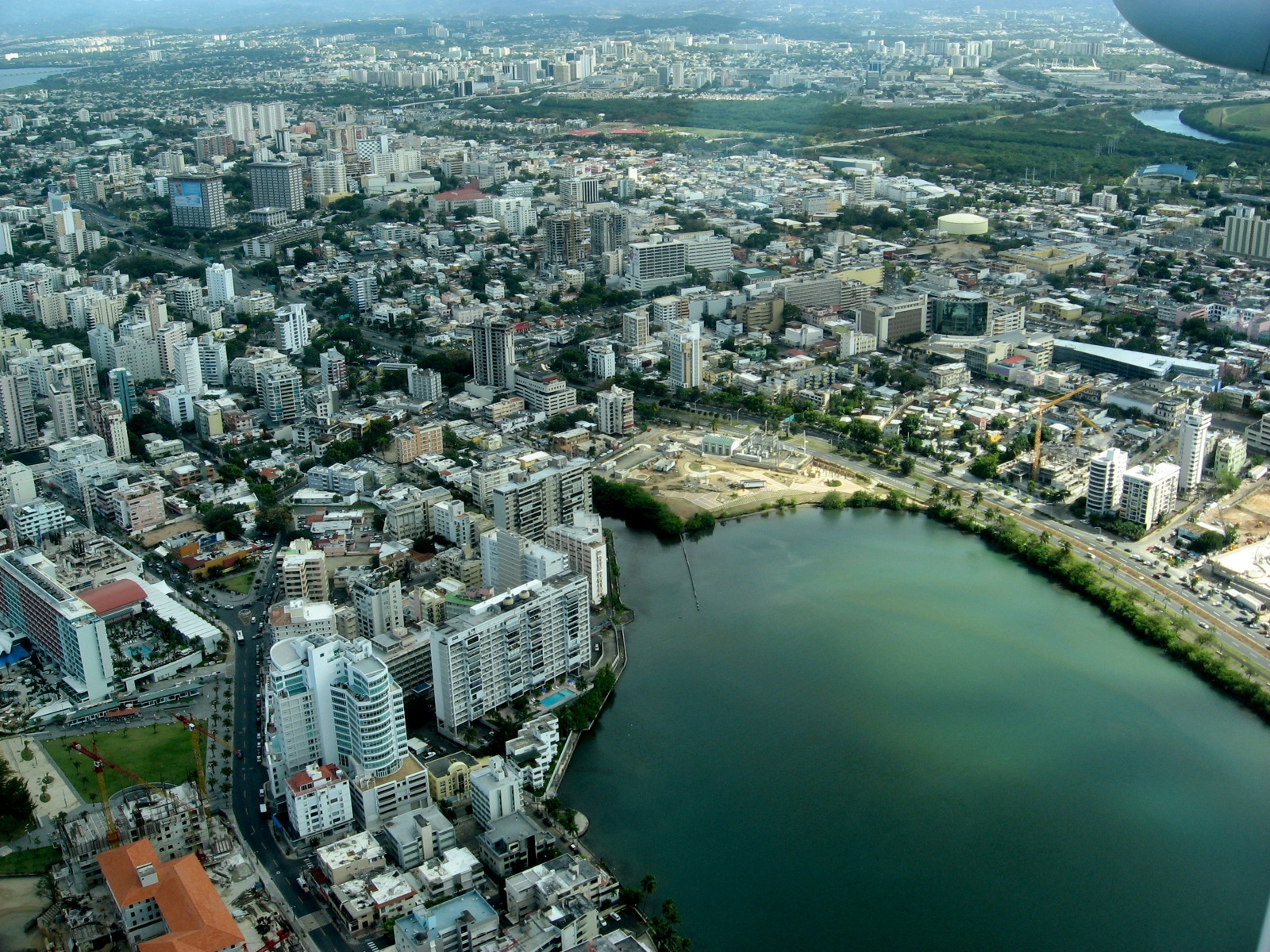
San Juan, Puerto Rico fővárosa

- San Juan (423 000 fő)[10] – főváros
- Bayamón (209 000 fő)
- Carolina (173 000 fő)
- Ponce (159 000 fő)
- Caguas (91 000 fő)
- Guaynabo (81 000 fő)
- Mayagüez (81 000 fő)

### Etnikai megoszlás
Etnikai megoszlás : fehér 75,8%, fekete (afroamerikai) 12,4%, egyéb 8,5% (indián: taíno, arawak stb. és ázsiai), vegyes 3,3%
A lakosság 98%-a városban él, az átlag életkor 36,8 év és a népesség növekedési rátája 0,27%. A férfiak várható életkilátása 75, a nőké 82,5 év.

### Nyelvek
A sziget két hivatalos nyelve a spanyol és az angol. A spanyol a többségi nyelv, de főként a nagyvárosokban és turisták által látogatott területen sokan beszélnek angolul is. Az angol nyelv tanítása az általános iskola megkezdésétől a középiskola befejezéséig kötelező. Egy 2006-os közvélemény-kutatás szerint a lakosság 97,8%-a spanyol anyanyelvű és mindössze 82 000-en tartották magukat angol anyanyelvűnek.

### Vallások
A sziget lakosságának 85%-a római katolikus, a maradék 15% protestáns vagy egyéb vallású. 

## Gazdasága

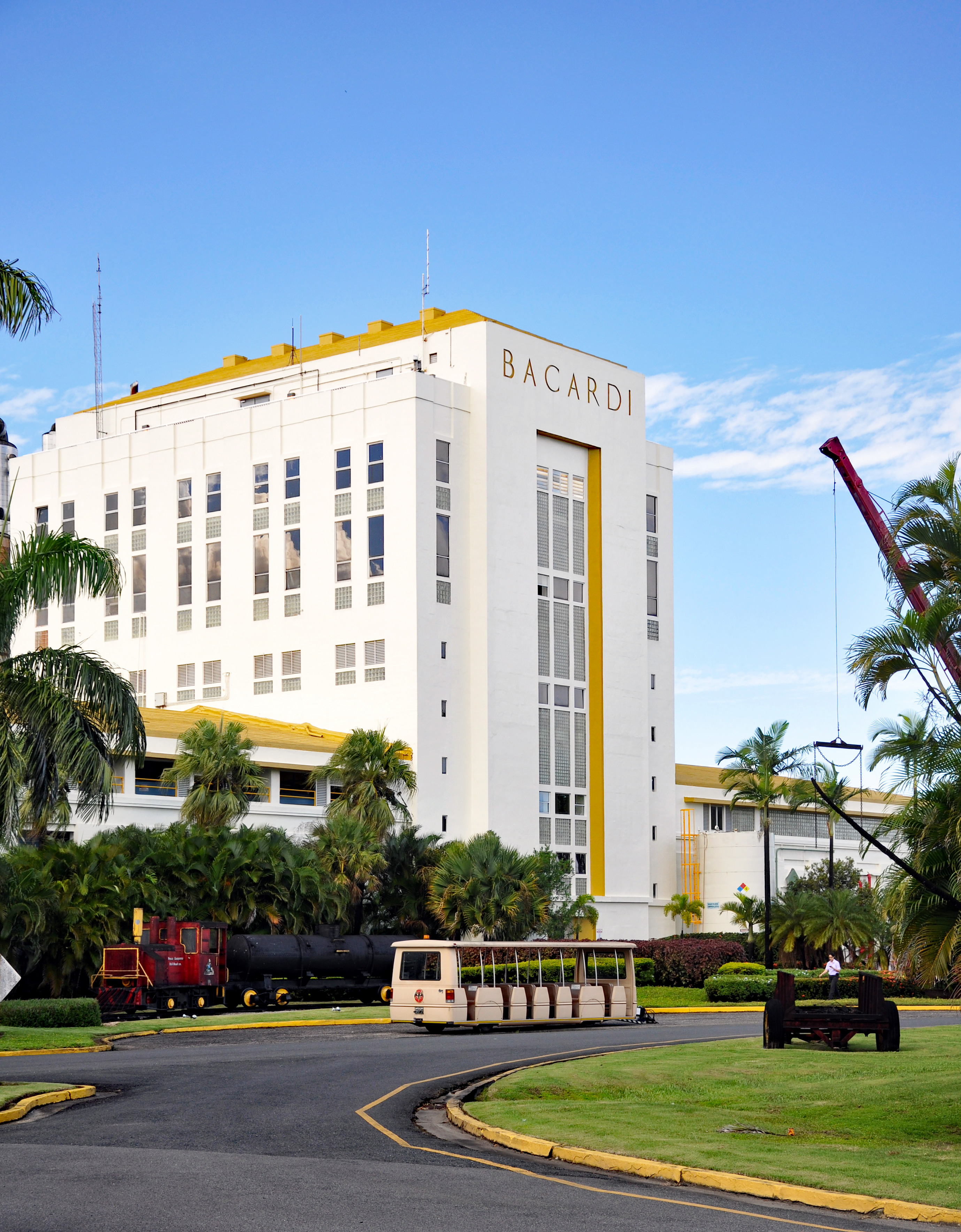
A Bacardi szeszesital-előállító vállalat épületei

Puerto Rico volt a Karib-térség egyik legdinamikusabb gazdasága egészen 2006-ig; A növekedés azonban negatív volt a következő tíz évben. 
A GDP összetétele szektoronként 2016-ban : mezőgazdaság: 0,8%, ipar: 50,1%, szolgáltatások: 49,1%

### Mezőgazdaság
A mezőgazdaság fő ága a tejtermelő szarvasmarhatenyésztés. Főleg cukornádat, dohányt, kávét és trópusi gyümölcsféléket (banán, ananász stb) termesztenek.

### Ipar
Főbb iparágak: gyógyszeripar, elektronikai- és ruházati ipar, élelmiszeripar, idegenforgalom (turizmus). 
Az amerikai kormány támogatta az ipar fejlesztését, hogy Puerto Ricónak más bevételi forrása is legyen. Az adókedvezmény és a relatív olcsó munkaerő különféle amerikai vállalkozásokat ösztönzött itt befektetésre. 
Számottevő nyersanyagforrása nincs.

### Külkereskedelem
Külkereskedelme :
- Főbb exportcikkek: elektronika, ruházat, tonhal konzerv, rum, italkoncentrátumok, orvosi berendezések
- Főbb importcikkek: vegyi anyagok, gépek és berendezések, ruházat, élelmiszer, kőolajtermékek

### Távközlés, elektromos hálózat
A szigeten mintegy 1600 mobiltelefon-adótorony volt, ám a 2017. szeptember 20-án lecsapó Maria hurrikán 1360 tornyot ledöntött. A vezetékes telefonhálózat is jelentős károkat szenvedett a vihar során, amely miatt a hálózat mintegy 85 százaléka nem elérhető. A szigetország 78 közigazgatási körzetéből 40 körzettel szakadt meg a telekommunikációs kapcsolat a hurrikán pusztítása miatt. A kapcsolat az elmúlt években a legtöbb helyen helyreállt, bár még nem érte el a hurrikán előtti állapotot.
A hurrikán az elektromos hálózatot is súlyosan megrongálta. A szigeten heti rendszerességgel előfordul néhány órás áramkimaradás, főleg a vidéki területeken. Ebben az időszakban akinek lehetősége van, generátorral biztosítja az áramot magának.

### Infrastruktúra
A szigetnek kiterjedt úthálózata van, a part menti területek minden részen autópályán vagy autó úton megközelíthetők.
A tömegközlekedés csak nagyon korlátozottan elérhető.

## Kultúra

### Gasztronómia
A puerto ricói konyha spanyol, afrikai és tainó keveredésből jött létre. Végleges formáját a 19. században nyerte el. A főzési mód leginkább a spanyol és dél-amerikai konyhára hasonlít, de az összetevők és a főleg a fűszerek miatt egyedülállónak számít.
A tainó őslakosoktól származik a különböző gyökerek és gumók használata. A tainók már a gyarmatosítás előtt hasznosítottak olyan növényeket, mint a tápióka, a gyökérzöldségek, jamsz, malanga vagy az édesburgonya és a zeller.
A spanyol gasztronómiából főleg édességek származnak, mint az arroz con dulce nevű rizspuding és a flan nevű tejkaramella, amely készülhet kókusszal és tökkel is.
Afrikai hatásra használnak bámiát, tárót, tamarinduszt, szezámmagot, galambborsót. Gyakori hús a gyöngytyúk.

## Sport
A szigetnek híres baseballcsapata van. San Juanban van a San-Juan-Santurce-Stadion, amely 25 000 főt képes befogadni.

### Olimpia
Az olimpián a legeredményesebb sportáguk az ökölvívás.

### Labdarúgás
A Puerto Ricó-i labdarúgó-válogatott még nem ért el kimagasló eredményt nemzetközi mérkőzéseken.

## Turizmus
Puerto Rico sok turistát vonz remek tengerparti strandjaival, szörf helyeivel, hegyvidéki tájaival; és nem utolsósorban azokat, akiknek hobbijuk a horgászat. Sok minden őrzi még a spanyol gyarmati idők emlékét, így sok 16-17. századi épület. A fővárosban található egy 16. századi erőd, amely uralja a San Juan-öböl kikötőjét Amerika legrégebbi erődjeként, mivel a sziget volt nagyon sokáig Amerika kapuja az európai hajósok számára. Az áramlatokkal érkező felfedezők itt találhattak először mély kikötőt és édesvizet, így hamar nagy katonai és gazdasági jelentőségűvé vált.

## Képek

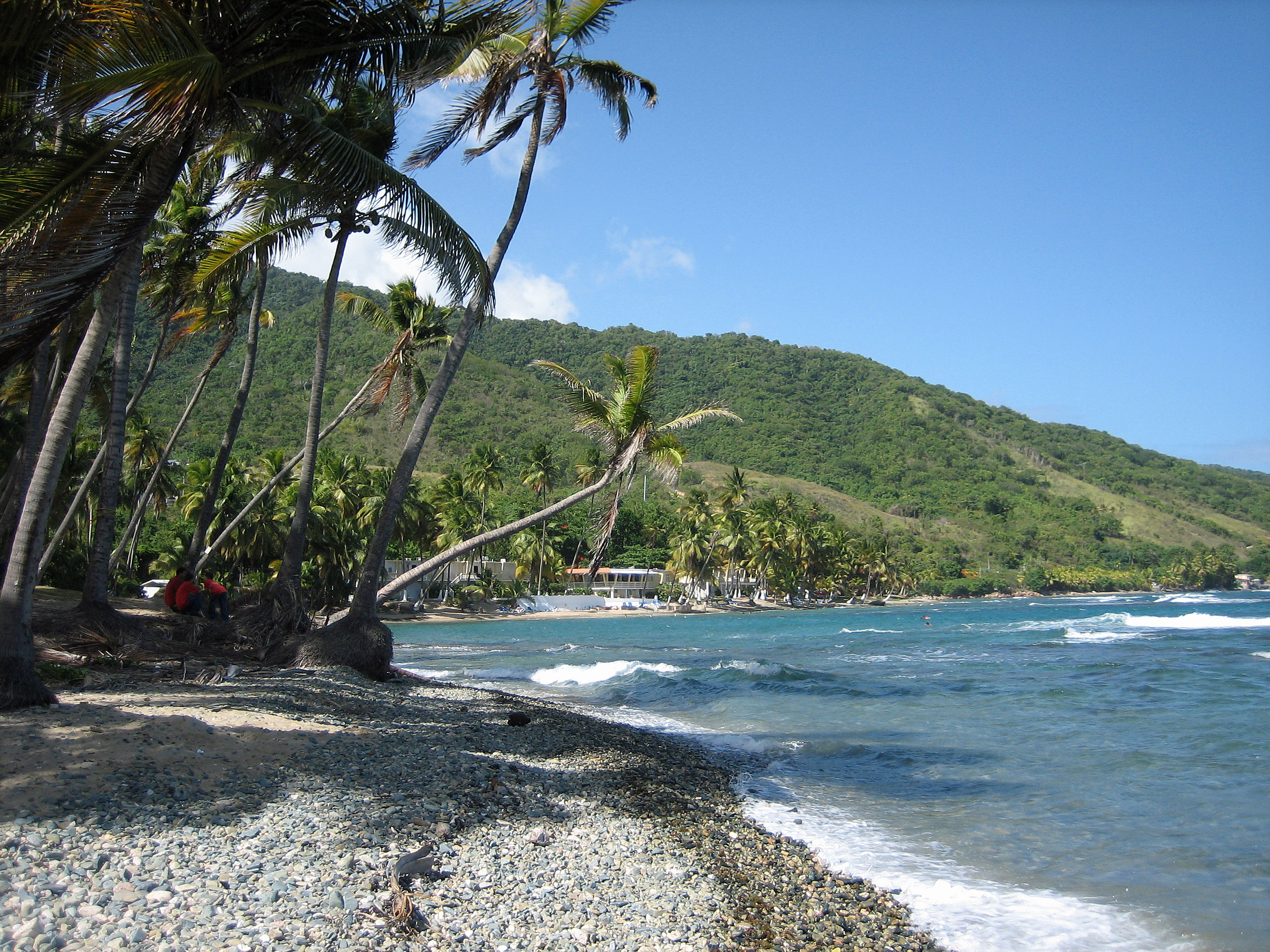
Patillas tengerpartja
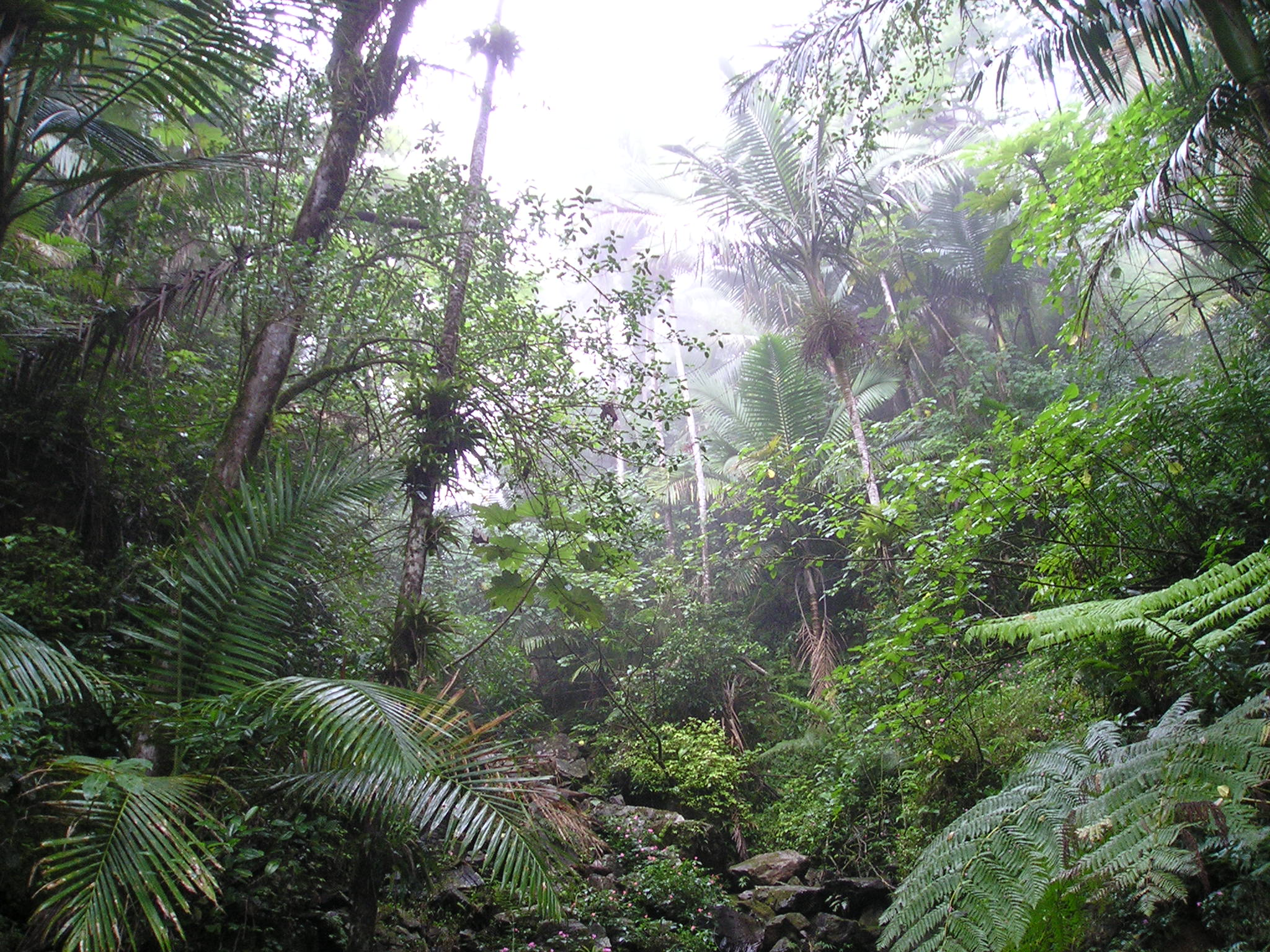
El Yunque esőerdeje endemikus élővilággal
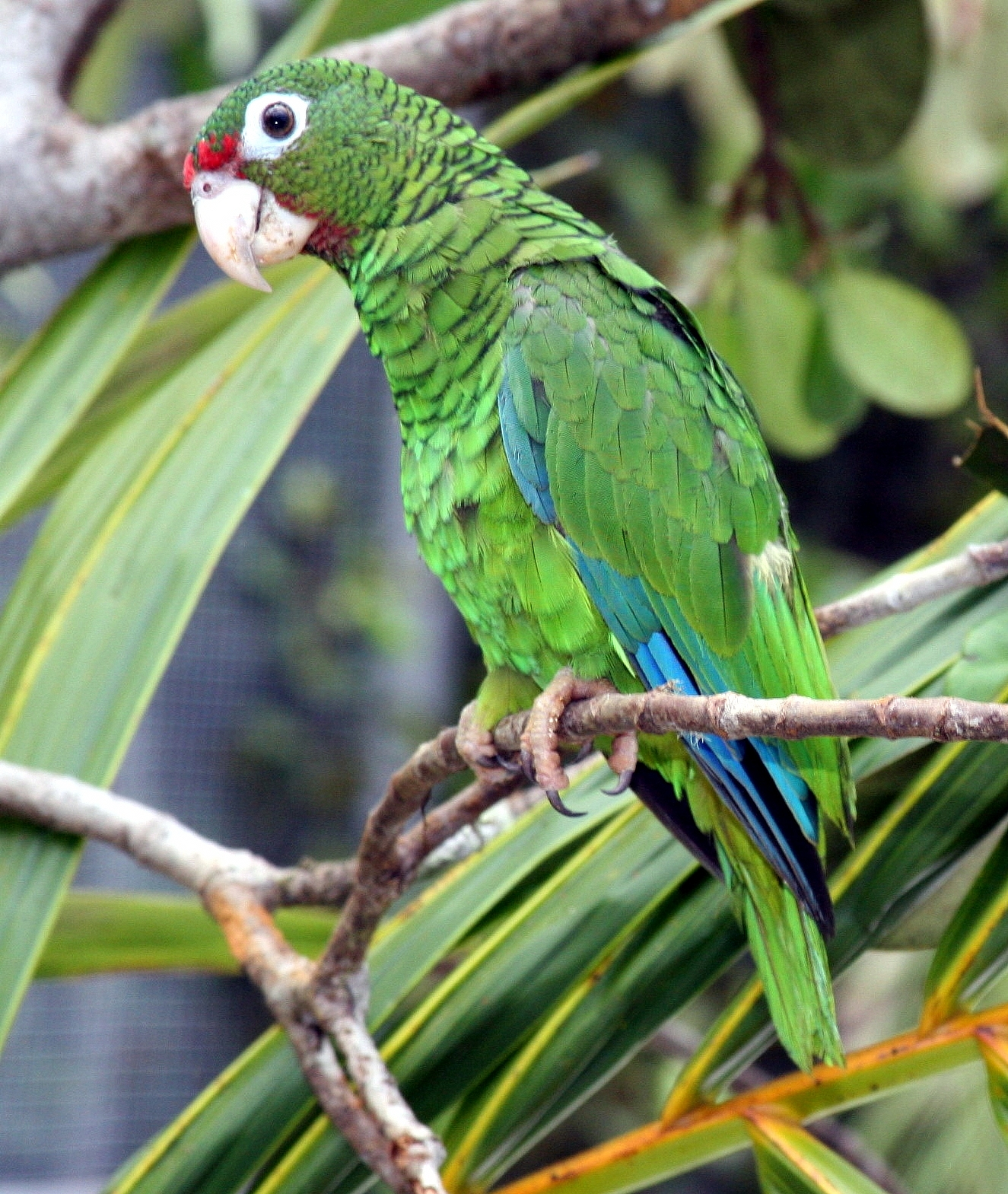
Puerto Ricó-i amazon
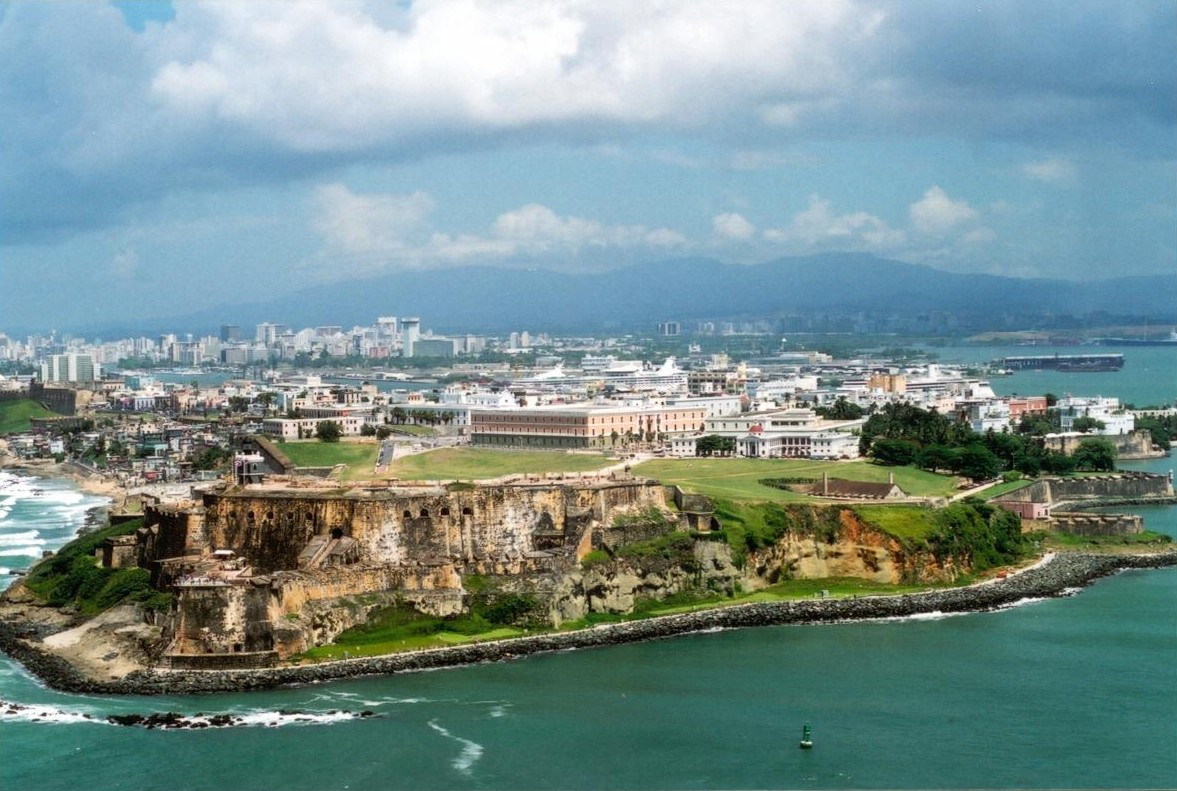
San Felipe del Morro erődje a fővárosban
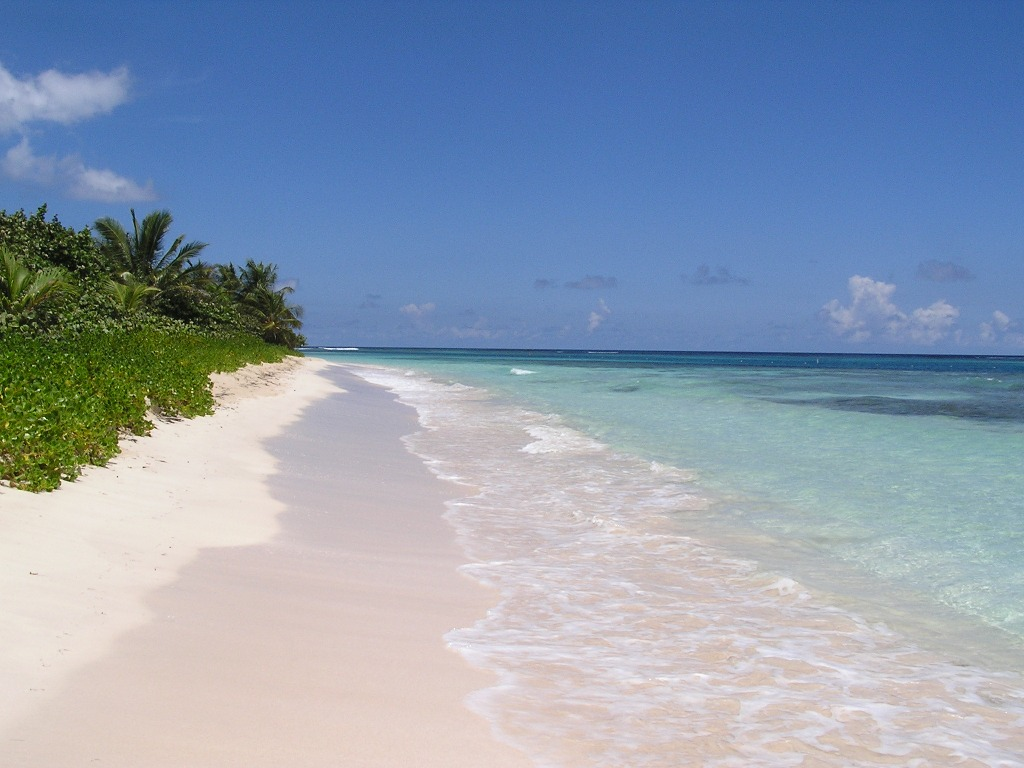
Flamenco Beach Culebra szigetén
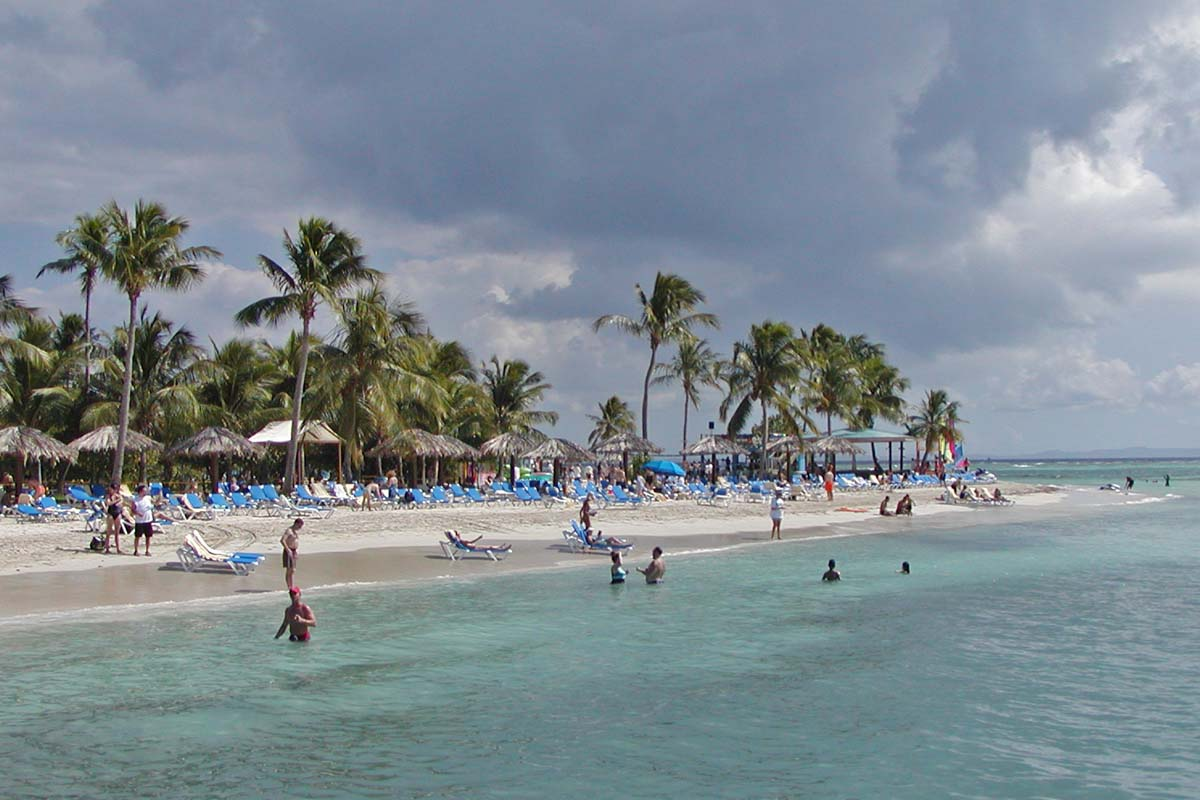
Fajardo, Palomino szigete
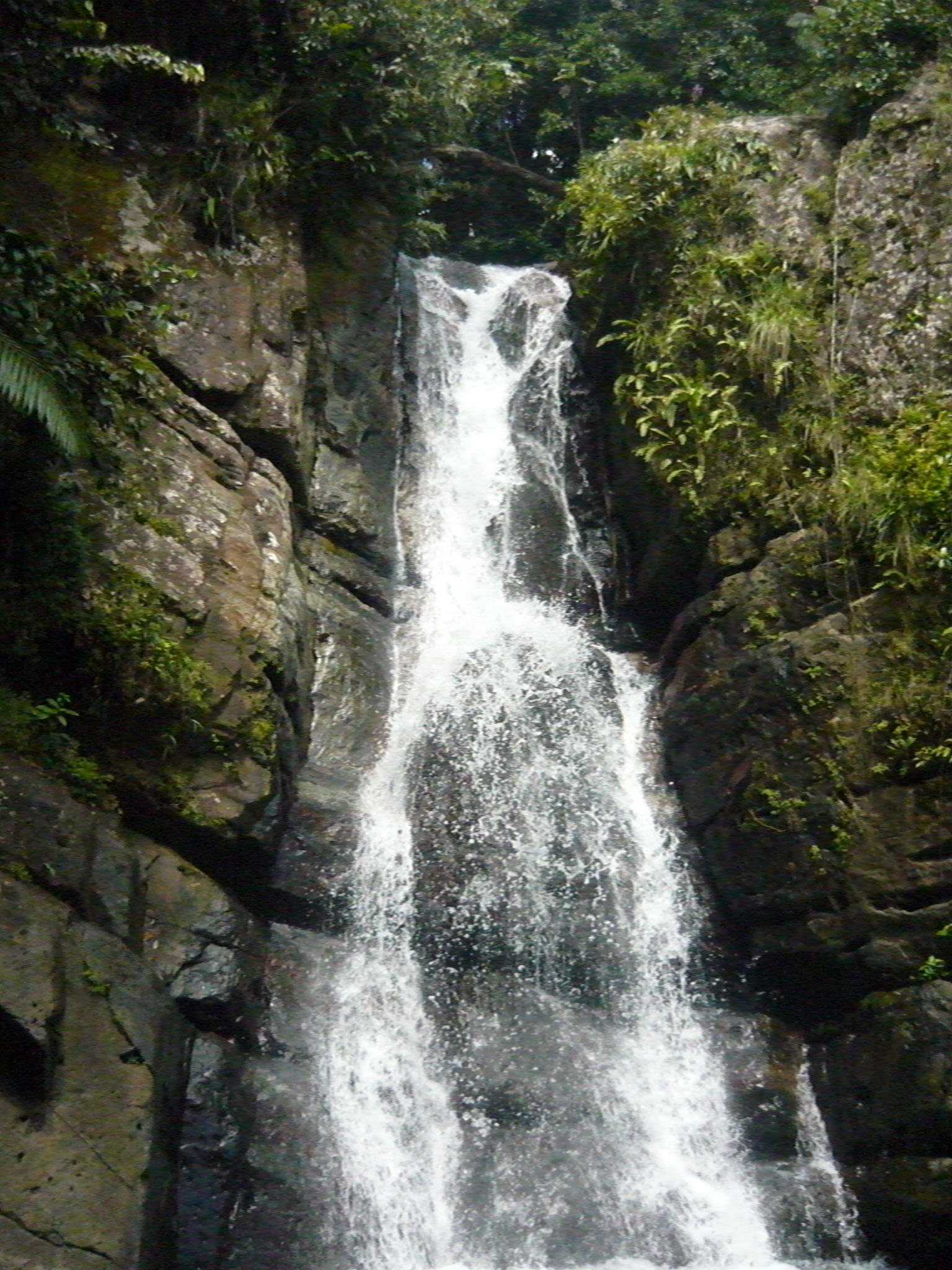
Vízesés Yunque parkjában
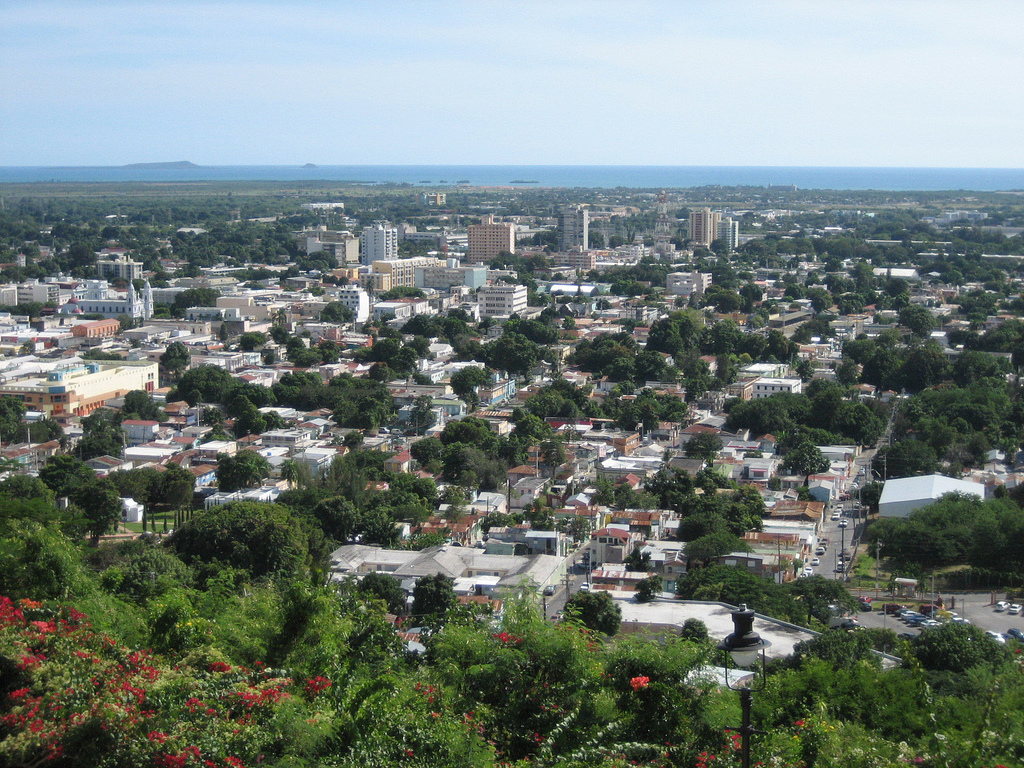
Ponce városa
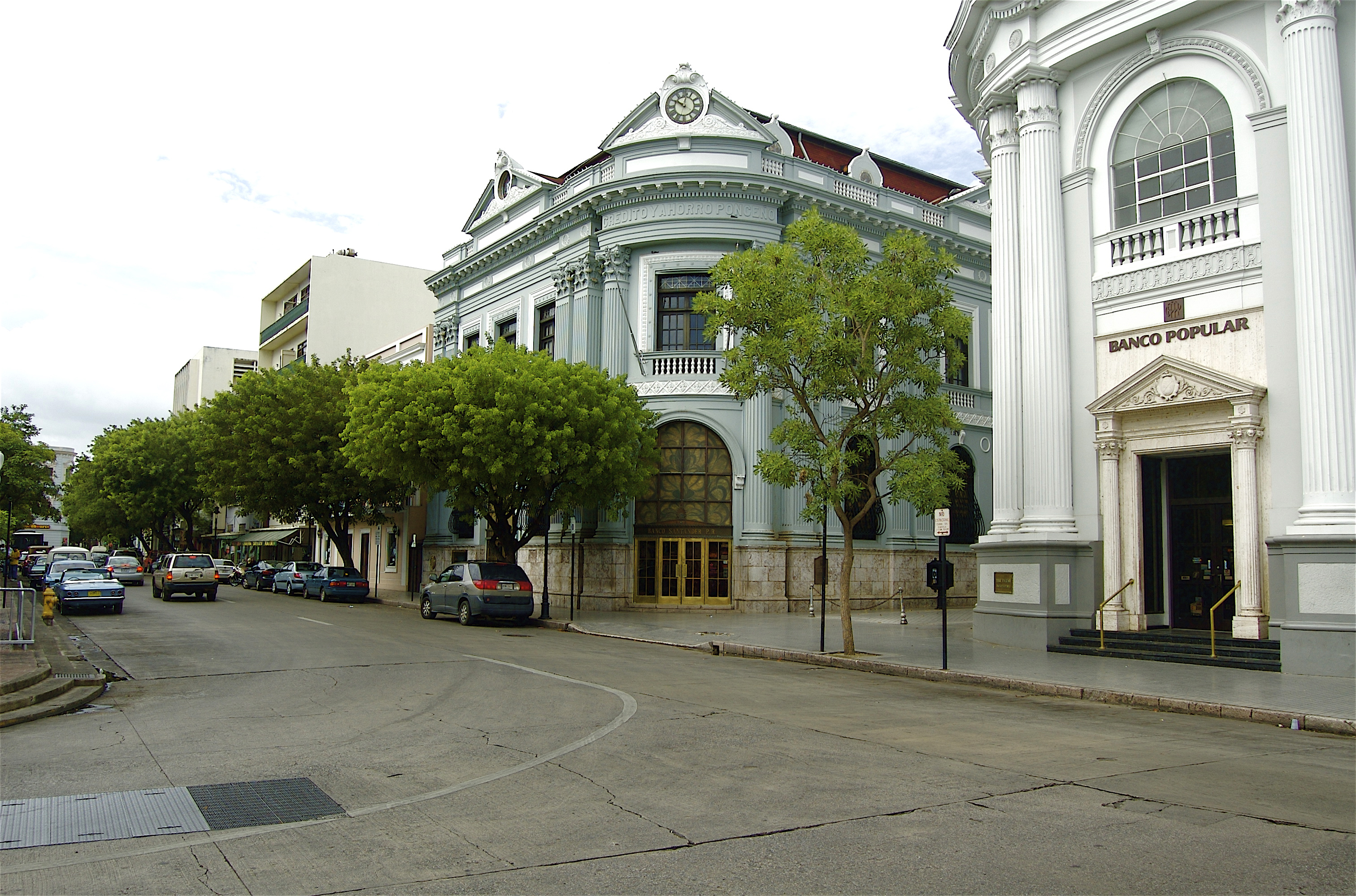
Ponce óvárosa
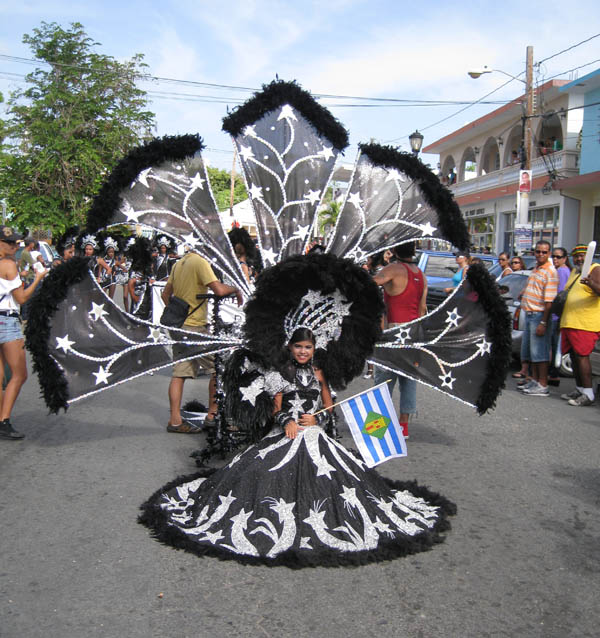
Fesztiváli kép, Fiestas Patronales, Vieques